# Hugo Hofstetter
Hugo Hofstetter (13 de fevereiro de 1994) é um ciclista francês, membro da equipa Israel Start-Up Nation.

## Palmarés
- 2018
  - 1 etapa do Tour de l'Ain
  - Copa de France de Ciclismo
  - UCI Europe Tour[2]

- 2020
  - Le Samyn

## Resultados em Grandes Voltas
| Corrida | Corrida         | 2016 | 2017 | 2018 | 2019 | 2020  | 2021 |
| ------- | --------------- | ---- | ---- | ---- | ---- | ----- | ---- |
|         | Giro d'Italia   | —    | —    | —    | —    | —     | —    |
|         | Tour de France  | —    | —    | —    | —    | 115.º | —    |
|         | Volta a Espanha | —    | —    | —    | —    | —     | —    |

—: não participa 
Ab.: abandono